# 4345 Rachmaninoff
4345 Rachmaninoff је астероид главног астероидног појаса чија средња удаљеност од Сунца износи 2,901 астрономских јединица (АЈ).
Апсолутна магнитуда астероида је 12,5.